# Parafia św. Michała Archanioła w Prudniku
Parafia św. Michała Archanioła – parafia rzymskokatolicka położona przy placu Farny 2 w Prudniku. Należy do dekanatu Prudnik w diecezji opolskiej.
Do parafii należą: kościół św. Michała Archanioła w Prudniku, kościół Świętych Apostołów Piotra i Pawła w Prudniku, kościół św. Józefa w Prudniku-Lesie i kaplica Najświętszego Serca Pana Jezusa w Dębowcu.

## Historia parafii
Prudnicka parafia powstała w 1279 roku i przez następne 350 lat należała do dekanatu osobłoskiego w diecezji ołomunieckiej. W 1629, na mocy „przyjacielskiego porozumienia”, została włączona do diecezji wrocławskiej znajdującej się pod rządami biskupa Karola Ferdynanda Wazy (syn króla Polski Zygmunta III Wazy). W 1738 utworzono archiprezbiterat prudnicki, a do godności dziekana wyniesiono Floriana Siegfrieda Weidingera. Do parafii należały trzy pustelnie: św. Józefa w Lesie, Kapliczna Góra i Wieszczyna. Po wojnach śląskich parafia znalazła się w granicach Prus. Od końca II wojny światowej w granicach Polski.
W połowie 1944 parafia, do której oprócz Prudnika należał również Dębowiec, Jasiona i Lipy, liczyła 17371 wiernych, natomiast z początkiem grudnia 1945 – 9106 osób, w tym 6700 nowo przybyłej po wojnie ludności. Pod koniec 1946 parafia liczyła 10674 wiernych. Zgodnie z decyzją administratora apostolskiego Bolesława Kominka, w 1948 do parafii św. Michała Archanioła w Prudniku została przyłączona gromada Łąka Prudnicka z parafii Podwyższenia Świętego Krzyża w Moszczance.
W latach 1946–1999 prowadzona przez ojców Dominikanów, a od 1999 przez księży diecezjalnych. Do diecezji opolskiej włączona formalnie w 1972.

## Terytorium
Parafii podlegają: aleja Lipowa, ul. Armii Krajowej, ul. Asnyka, ul. Batorego, ul. Bora-Komorowskiego, ul. Broniewskiego, ul. Chopina, ul. Ciasna, ul. Chrobrego, ul. Curie-Skłodowskiej, ul. Czartoryskiego, ul. Damrota, ul. Dąbrowskiego, ul. Dwernickiego, ul. Dworcowa, ul. Gimnazjalna, ul. Głowackiego, ul. Górna, ul. Grottgera, ul. Grunwaldzka, ul. Jagiellońska, ul. Kardynała Wyszyńskiego, ul. Kilińskiego, ul. Klasztorna, ul. Kochanowskiego, ul. Kolejowa, ul. Kołłątaja, ul. Konopnickiej, ul. Kopernika, ul. Kossaka, ul. Kościelna, ul. Kościuszki, ul. Kraszewskiego, ul. Królowej Jadwigi, ul. Krótka, ul. Krzywa, ul. Krzywoustego, ul. Kwiatowa, ul. Langiewicza, ul. Legionów, ul. Legnicka, Lipno, ul. Łokietka, ul. Łucznicza, ul. Łukowa, ul. Maków, ul. Małachowskiego, ul. Matejki, ul. Meblarska, ul. Mickiewicza, ul. Mierosławskiego, ul. Mieszka I, ul. Młyńska, ul. Moniuszki, ul. Morcinka, ul. Nyska, ul. Ogrodowa, ul. Paderewskiego, ul. Parkowa, ul. Piastowska, Plac Farny, Plac Szarych Szeregów, Plac Wolności, Plac Zamkowy, ul. Pocztowa, ul. Poniatowskiego, ul. Prądzyńskiego, ul. Prusa, ul. Przemysłowa, ul. Ratuszowa, ul. Reja, ul. Reymonta, Rynek, ul. Sądowa, ul. Sienkiewicza, ul. Słowackiego, ul. Słowiańska, ul. Słowicza, ul. Sobieskiego, ul. Sportowa, ul. Stara, ul. Staszica, ul. Stroma, ul. Strzelecka, ul. Szkolna, ul. Szpitalna, ul. Tkacka, ul. Towarowa, ul. Traugutta, ul. Tysiąclecia, ul. Tuwima, ul. Wąska, ul. Wandy, ul. Wańkowicza, ul. Wojska Polskiego, ul. Wróblewskiego, ul. Wysockiego, ul. Zamkowa, ul. Zwycięstwa, ul. Żeromskiego.
Do parafii należy również osada Chocim i wieś Dębowiec.

## Duszpasterze

### Proboszczowie po 1945[5][6]
- o. Czesław Mende
- o. Dalmacy Kulas
- o. Józef Ormanowicz
- o. Dalmacy Kulas
- o. Stefan Matoga
- o. Bogusław Golak
- o. Maurycy Niedziela
- o. Józef Kostecki
- o. Czesław Rowiński
- o. Stanisław Obara
- o. Stanisław Gołąb

księża diecezjalni:
- ks. Stanisław Bogaczewicz

### Wikariusze po 1945[5][6]
- o. Joachim Nowak
- o. Kasjan Jagiełło
- o. Tadeusz Staszica
- o. Ignacy Góra
- o. Ryszard Kijowski
- o. Wilhelm Myśliwiec
- o. Rosarian Sigda
- o. Teodor Bielecki
- o. Augustyn Uchański
- o. Bogusław Golak
- o. Józef Kostecki
- o. Maciej Knap
- o. Marian Winiarski
- o. Bronisław Pittner
- o. Robert Drużkowski
- o. Paweł Lewandowski
- o. Zygmunt Koziar
- o. Leonard Węgrzyniak
- o. Stanisław Kołdan
- o. Antoni Liszewski
- o. Michał Płachta
- o. Eugeniusz Pokrzywka
- o. Józef Michalczewski
- o. Melchior Łopiński
- o. Bogusław Skaliński
- o. Stanisław Obara
- o. Krzysztof Lipowicz
- o. Zygmunt Chmielarz
- o. Jakub Kruczek
- o. Stanisław Gołąb
- o. Edward Olech
- o. Jakub Markocki
- o. Robert Regula;

od 1999 r. księża diecezjalni: 
- ks. Sebastian Krzyżanowski
- ks. Leszek Rygucki
- ks. Paweł Felsztyński
- ks. Bogdan Zientara
- ks. Adam Kryczka
- ks. Tomasz Skowron
- ks. Mariusz Wajman
- ks. Reneusz Krawczyk
- ks. Paweł Dubowik
- ks. Mariusz Kozak
- ks. Bogusław Król
- ks. Grzegorz Dominik
- ks. Bartosz Radecki
- ks. Grzegorz Bławicki
- ks. Andrzej Flak
- ks. Radosław Łacek
- ks. Dawid Górniak
- ks. Mateusz Wieczorek
- ks. Paweł Chyla
- ks. Szymona Cała
- ks. Tomasz Łuczkowski
- ks. Mateusz Zajdel
- ks. Łukasz Labusga
- ks. Tomasz Maintok
- ks. Michał Kaczówka

## Duchowni pochodzący z parafii[5][6]
- ks. Zygmunt Nabzdyk
- ks. Dariusz Krok
- ks. Tadeusz Sękowski CM
- o. Krzysztof Pawłowski OCD
- ks. Piotr Larisch SVD
- o. Sergiusz Janik OFM
- o. Jan Góra OP
- ks.  Andrzej Ochmann
- o. Mirosław Ostrowski OP
- o.  Andrzej Kostecki OP
- o. Tomasz Wytrwał OP
- o.  Mirosław Wylęgała OP
- ks. Marcin Dobrzański
- ks. Stanisław Zioła
- ks. Jordan Mateusz Staffa OFM
- ks. Kamil Bania
- ks. Jarosław Młot
- ks. Michał Kowalski
- ks. Kacper Józefczyk
- ks. Jakub Joszko
- ks. Paweł Kuchta
- diakon stały Piotr Joszko
- s. Gabriela Wistuba OP
- s. Józefa Malec OSF-B
- s. Krystyna Wykurz OSF-B
- br. Kasjan Adrian Tkacz OFM